# Tuszpuea
Tuszpuea (urart. Dṭu-uš-pu-e-a) – kobiece bóstwo Urartu, małżonka Sziwini. Zgodnie z napisami na urartyjskich tabliczkach glinianych ofiarę dla Tuszpuei stanowiły jedna krowa i jedna owca.
Nazwa stolicy Urartu, Tuszpa, prawdopodobnie etymologicznie była związana z imieniem Tuszpuei. W Tuszpie znajdował się bowiem ośrodek kultu jej małżonka Sziwini. Przypuszczalnie podczas ceremoniału religijnego na cześć Sziwini i Tuszpuei wykorzystywano kotły, ozdobione brązowymi rzeźbami skrzydlatych bóstw.
| |                                                                                       |
| Kocioł prawdopodobnie z wizerunkami Sziwiniego i Tuszpuei (Muzeum Cywilizacji Anatolijskich w Ankarze) | Ozdoba kotła prawdopodobnie z wizerunkiem Tuszpuei (Muzeum Archeologiczne w Stambule) |